# Alexandre Pinchart
Pour les articles homonymes, voir Pinchart.
Alexandre Pinchart, né à Wavre le 23 juillet 1823, mort à Bruxelles le 23 juillet 1884, est un érudit, historien, archiviste, spécialiste en histoire de l'art et en numismatique, conservateur en chef des archives générales du Royaume de Belgique.

## Formation
Après avoir étudié la peinture dans un des ateliers d'artistes de Bruxelles, Alexandre Pinchart étudie la numismatique belge et l'histoire des graveurs de sceaux. Il réussit le concours ouvert à l'Académie des Beaux-Arts de Belgique sur l'histoire de la tapisserie flamande. Passionné par les arts, il élargit ses recherches sur l'histoire de la littérature et des arts en France.
Il rédige un grand nombre d'ouvrages spécialisés sur la peinture, la monnaie et l'histoire.
Il est nommé chef de section aux archives générales du Royaume de Belgique dont il devint conservateur.
Il était membre du Cercle numismatique de Liège.